# David Anders
David Anders (Grants Pass (Oregon), 11 maart 1981) is een Amerikaans acteur. Hij speelde onder meer Julian Sark in de televisiereeks Alias en Josef Bakhaev in de televisieserie 24.

## Filmografie
- iZombie (2015-2019)
- Arrow (televisieserie) (2013)
- Once Upon a Time (televisieserie) (2011-2018)
- The Vampire Diaries (televisieserie) (2010-2011)
- 24 (2010)
- Children of the Corn (2009, televisiefilm)
- Lie to me (tv) (2009)
- Heroes (2007-2010)
- ELI (2007)
- Grey's Anatomy (2007)
- Left in Darkness (2006)
- Deadwood (tv) (2006)
- CSI: Miami (tv) (2005)
- Circadian Rhythm (2005)
- Charmed (tv) (2005)
- CSI: Crime Scene Investigation (tv) (2004)
- Alias (tv) (2002-2006)
- The Source (2002)
- So Little Time (tv) (2001)